# Rennaz
Rennaz – miejscowość i gmina (commune) w zachodniej Szwajcarii, w kantonie Vaud, w okręgu (district) Aigle.

## Demografia
W Rennaz mieszkają 883 osoby. W 2021 roku 31% populacji gminy stanowiły osoby urodzone poza Szwajcarią. 

## Transport
Przez teren gminy przebiegają autostrada A9 oraz drogi główne nr 9 i nr 144. 